# Typhlodromus meerutensis
Typhlodromus meerutensis är en spindeldjursart som först beskrevs av Ghai och Menon 1969.  Typhlodromus meerutensis ingår i släktet Typhlodromus och familjen Phytoseiidae. Inga underarter finns listade i Catalogue of Life.